# Хикокс, Ричард
Ричард Хикокс (5 марта 1948, Бакингемшир — 23 ноября 2008) — британский дирижёр.

## Биография
Окончил Королевскую среднюю школу. В 1959—1966 учился в Королевской консерватории в Лондоне, с 1967 по 1970 годы учился в Куинз-колледже Кембриджского университета.
В 1971 году основал камерный оркестр City of London Sinfonia (en:City of London Sinfonia), бессменным руководителем которого был на протяжении многих лет — вплоть до своей кончины в 2008 году. В 1972 году основал также коллектив Richard Hickox Singers and Orchestra.
В 1972—2008 был руководителем музыкального фестиваля Endellion Music Festival.
В 1976—1991 — руководитель Лондонского симфонического хора. Также с 1985 по 2008 годы — приглашенный дирижёр Лондонского симфонического оркестра.
В 1982—1990 годах — художественный руководитель оркестра Northern Sinfonia.
В 1990 году совместно с Саймоном Стэндиджем Хикокс основал оркестр Collegium Musicum.
Скончался 23 ноября 2008 года от сердечного приступа.

## Творчество
Ричард Хикокс — пропагандист британской музыки XX века.
Сделал многочисленные записи на лейблах EMI и Chandos. Среди записей — полное комплекты симфоний Малькольма Арнольда, Ральфа Воан-Уильямса, Эдмунда Руббра, Майкла Типпетта, Уильяма Элвина, Эдварда Элгара, «Лондонские симфонии» Гайдна, оперы Бенджамена Бриттена, Геогра Фридриха Генделя, Кристофа Виллибальда Глюка, Джанкарло Менотти, Клаудио Монтеверди, вокально-симфонические сочинения Джузеппе Верди, Йозефа Гайдна (полный комплект месс), Феликса Мендельсона, Карла Орфа, Густава Холста.